# 堀江秀幸
堀江 秀幸（ほりえ ひでゆき、1982年9月20日 - ）は、津軽三味線、和太鼓他、和楽器演奏者、表現者。打ち込みと和楽器を融合させた音楽の作曲家、三味線、和太鼓講師。TRAinnovation株式会社代表取締役。兄は、和楽器奏者の堀江一義。元倭太鼓飛龍、初期メンバー。

## 来歴
1998年、10代の頃より倭太鼓飛龍初期メンバーとして和楽器パフォーマンスを行い、国内外の公演や様々なアーティストとの公演を経験。座長として演奏のほか、作曲、指導、構成、演出などを手掛ける。グループ参加時に発表したアルバムの自身の楽曲が、全国ネットのテレビ等で使用され、パフォーマンスだけでなく、作曲や和楽器の新たな可能性を広める活動へと展開していく。
2016年1月、倭太鼓飛龍退団。
2017年h-tragitalとしてソロ活動開始。津軽三味線と打ち込みを融合した独自の世界観「tragital」を武器に無限大の音楽を展開していく。2018年8月クラウドファンディングにより、『TRAinnovation The Live vol.1』を開催。2020年3月TRAinnovation株式会社設立。
『“和”から“WA”へ和のアップデート』『“和”を使った新しいエンターテインメントに挑戦すること』『現代のクリエーターの感性で現代の“WA”を!』をコンセプトに多種多様なコラボレーションで、新しい“和”を発信。
2023年7月8日『エマージェンザジャパン2023』日本大会決勝 優勝。
2023年8月13日ドイツ・タウバタールで行われた『EMERGENZA 2023 国際決勝戦』優勝。

## 音楽

### 楽曲
- h-tragital名義
  - syuu
  - SUSHIZAMURAI[5]
  - The 9th

### アルバム
- TRAinnovation名義

|     | 発売日         | タイトル      | 収録曲 | 販売形態     |
| --- | -------------- | ------------- | --- | ------------ |
| 1st | 2022年11月13日 | TRAinnovation | 1. Harlequin 2. Battera Eneta 3. and flash 4. heavy wood 5. Asian boy 6. carrot and stick 7. GeT 8. orientRa 9. buTteR milk virginiA 10. Sound head 11. SUSHIZAMURAI 12. The 9th | デジタル配信 |

### 参加作品
| リリース日     | タイトル              | アーティスト                         | 楽曲                     | 販売形態     |
| -------------- | --------------------- | ------------------------------------ | ------------------------ | ------------ |
| 2022年12月26日 | EP 「KUROUDO / 冥人」 | SPIN MASTER A-1 feat. HIDEYUKI HORIE | JPN VS NIPPON 日本対日本 | デジタル配信 |
| 2024年5月15日  | OTO                   | COMA-CHI                             | yoiyoi                   | デジタル配信 |

## 出演

#### TV
- おはよう朝日ですVTR出演(2021年11月15日)
- バキバキビートゲスト出演(2023年11月11日)
- YOUは何しに日本へ?VTR出演(2025年8月11日)

#### 舞台
- いずみの国　弥生まつり(2017年5月5日)
- 第5回world Dream-広がる希望の夢-(バレエ共演 2017年6月18日)
- 阪急百貨店祝祭広場Friday Live by FM OH!(2017年6月23日)
- Cafe de Tragital[10] 古民家カフェ楽時屋(2017年6月25日)
- モリソニvol.5(2017年7月14日)
- G-SONIC VOL.3(2017年9月17日)
- H-TRAGITAL THE LIVE @5th street(2017年9月29日)
- cozee records Presents“The 7th TRACK”LIVE!!!(2017年10月19日)
- Cafe de Tragital vol.2古民家カフェ楽時屋(2017年12月10日)
- 2018インディーズ・デイin emu(韓国 2018年3月10日)
- Free Bird Live Hall(韓国 2018年3月11日)
- cozee records Presents“The 8th TRACK”LIVE!!!(2018年4月19日)
- いずみの国　弥生まつり(2018年5月5日)
- ABETEN STREET BUTTERFLY(2018年5月13日)
- Cafe de Tragital vol.3古民家カフェ楽時屋(2018年5月27日)
- フードミュージカルGOTTA(2018年6月～2020年2月)
- 第6回world Dream-広がる希望の夢-(バレエ共演 2018年6月24日)
- TRAinnovation The Live vol.1(2018年8月26日)
- Cafe de Tragital vol.4古民家カフェ楽時屋)2018年9月9日)
- BATA2✕Beering Bon秋のビール祭り(2018年10月18日)
- 第12回JUMPSカーニバル(2018年11月10日)
- 第8回サザンクロスの会(2018年11月25日)
- Japan-Korea friendship joint live in Japan〜no music,no life〜[11](2019年1月17日)
- TRAinnovation The Live vol.1.5(2019年2月24日)
- 温泉旅行の前日(2019年3月23日)
- タップ和ライブ(2019年4月21日)
- Esmeralda Jlapan Tour in統国寺(2019年4月27日28日)
- Live music Night at COOKPARK(2019年6月12日)
- 日本夏祭り2019[12][信頼性要検証](台湾鳳林 2019年7月27日)
- 2019KIJU HBD LIVE(2019年8月1日)
- Live music Night at COOKPARK(2019年9月4日)
- TRAinnovation The Live vol.1.8(2019年9月29日)
- VIOLIN SUMMIT Ⅱ[13][信頼性要検証](2019年10月16日)
- 鼓踏三舞　和とタップのバトルセッション！(2019年10月18日)
- Bellydance Festival＆Competition-The ONE-2019[14](2019年10月29日)
- 令和元年大忘年会inBeering Bon(2019年12月25日)
- New Year Party2020[15](2020年1月6日)
- OSAKA NIGHT FUSION!(2020年1月～3月)
- 新春三味線SHOW(2020年1月25日)
- Youtube vs和楽器Night(2020年3月31日)Youtube配信
- LIVE 2U(2020年5月9日)オンラインイベント
- OSAKA NIGHT FUSION online(2020年8月30日)オンラインイベント
- TRAinno The Cas LIVE(2020年9月20日)ツイキャスライブ
- TRAinno The YOLO(2020年11月22日)
- CULB PICCADILLY 6th ANNIVERSRY(2020年11月28日)
- オンライン日本文化祭2020[16](2020年11月29日)Youtube配信
- KIJU VIRTUAL LIVE Ⅱ(2020年12月27日)ツイキャスライブ
- 神戸カルチャーナイトin相楽園(2021年3月3日～5日)
- 中塚会WHITE DAY LIVE(2021年3月14日)
- ドライブインお化け屋敷✕BAMBI(2021年4月10日11日)
- 中塚会　性誕祭(2021年4月25日)中止
- 弦大乱舞会(2021年5月4日)オンラインイベント
- 劇場型爆音祭Club Piccadilly梅田大阪(2021年8月7日)
- Cheers!Park大阪城野外音楽堂(2021年8月28日)オンライン配信
- 寝屋川文化芸術祭和楽器コンサート アルカスホール(2021年10月31日)
- 西島諄Live in Music Place)2021年11月28日)